# V380 Большого Пса
V380 Большого Пса (лат. V380 Canis Majoris) — одиночная переменная звезда в созвездии Большого Пса на расстоянии (вычисленном из значения параллакса) приблизительно 14125 световых лет (около 4331 парсека) от Солнца. Видимая звёздная величина звезды — от +12,6m до +11,8m.

## Характеристики
V380 Большого Пса — красная углеродная пульсирующая полуправильная переменная звезда типа SRB (SRB) спектрального класса C:(R:). Эффективная температура — около 4500 К.